# Melleruds IF
Melleruds IF är en idrottsförening i Mellerud, bildad 28 juli 1908.
Säsongen 1934/1935 gjorde klubben debut i Division III i fotboll. 1992 spelade man kval till Division 1, men slogs ut av IFK Uddevalla. Det var i Melleruds IF som Andreas Johansson slog igenom som 16-åring.
Den 13 april 2013 i herrarnas Division 3 Nordvästra Götaland så startade MIF med sitt yngsta lag någonsin. Alla spelare förutom två stycken var födda på 90-talet.  Säsongen 2013 åkte laget ut ur division 3 nordvästra Götaland. Eter ett år i division 4 Bohuslän/dal, som Mellerud vann 2014,  "MIF"  tillbaka i Division 3 Nordvästra Götaland, men året efter var man tillbaka i division 4. 2017 vann laget division 4 på nytt och flyttade  tillbaka upp till division 3, som man åkte ur säsongen 2019. I dagsläget spelar Melleruds A-lag i division 4 Bohuslän/Dal. 

## Föreningen

### Ordförande genom tiderna
Nuvarande ordförande Thomas Clarholm är MIF:s 26:e ordförande genom tiderna. Tyvärr är inte linjen från förste ordförande Eric Widlund helt rak. Efter att Teofil Ahlberg valdes till ordförande 1914, gjorde föreningen ett uppehåll i verksamheten till 1922, då Algot Brangstad tillträdde.
- Eric Widlund, 1908–1909
- Ernst Eriksson, 1909–1910
- Carl Hedström, 1910–1913
- Teofil Ahlberg, 1914
- Algot Brangstad, 1922–1931
- Carl O Engström, 1932–1941
- Carl-Erik Briving, 1942–1946
- Axel Jacobsson, 1947, 1958–1960
- Axel Gustavsson, 1948, 1952, 1957
- Uno Sjölander, 1953–1954
- Georg Harnell, 1955–1956
- Gösta Johansson, 1961–1963
- Gösta Andersson, 1964–1966
- Sven Ingman, 1967–1974
- Percy Clarholm, 1975–1976
- Sven Engqvist, 1977–1979
- Erik Elisson, 1980–1983
- Per-Gunnar Norén, 1984–1988
- Per-Olof Lampers, 1989–1996
- Bruno Lidén, 1997–2005
- Tommy Johansson, 2006–2010
- Bengt Lindberg, 2011–2013
- Tommy Johansson 2013–2014
- Peter Mossberg 2014–2015
- Claes-Göran Emanuelsson 2016
- Christer Andersson 2017–2018
- Thomas Clarholm 2019-

## Fotboll

### A-lag
Melleruds representationslag spelar i Division 4 Bohuslän/dal 2022 

### Barn & Ungdom
Melleruds IF är en framgångsrik ungdomsklubb med lag i varje årskull från "boll&lek" med barn från 4 år till Juniorlag med spelare upp till 17 år.